# 平成27年台風第18号
平成27年台風第18号（へいせい27ねんたいふうだい18ごう、アジア名：Etau、命名：アメリカ合衆国、意味：嵐雲）は2015年（平成27年）9月7日に発生した台風。
台風そのものによる直接的な被害は大きくなかったが、愛知県上陸後の9月9日に温帯低気圧に変わったのち、太平洋上にあった台風17号からの湿った空気が関東地方北部から東北地方南部にかけて合流し、「平成27年9月関東・東北豪雨」と命名された豪雨災害をもたらした。

## 概要

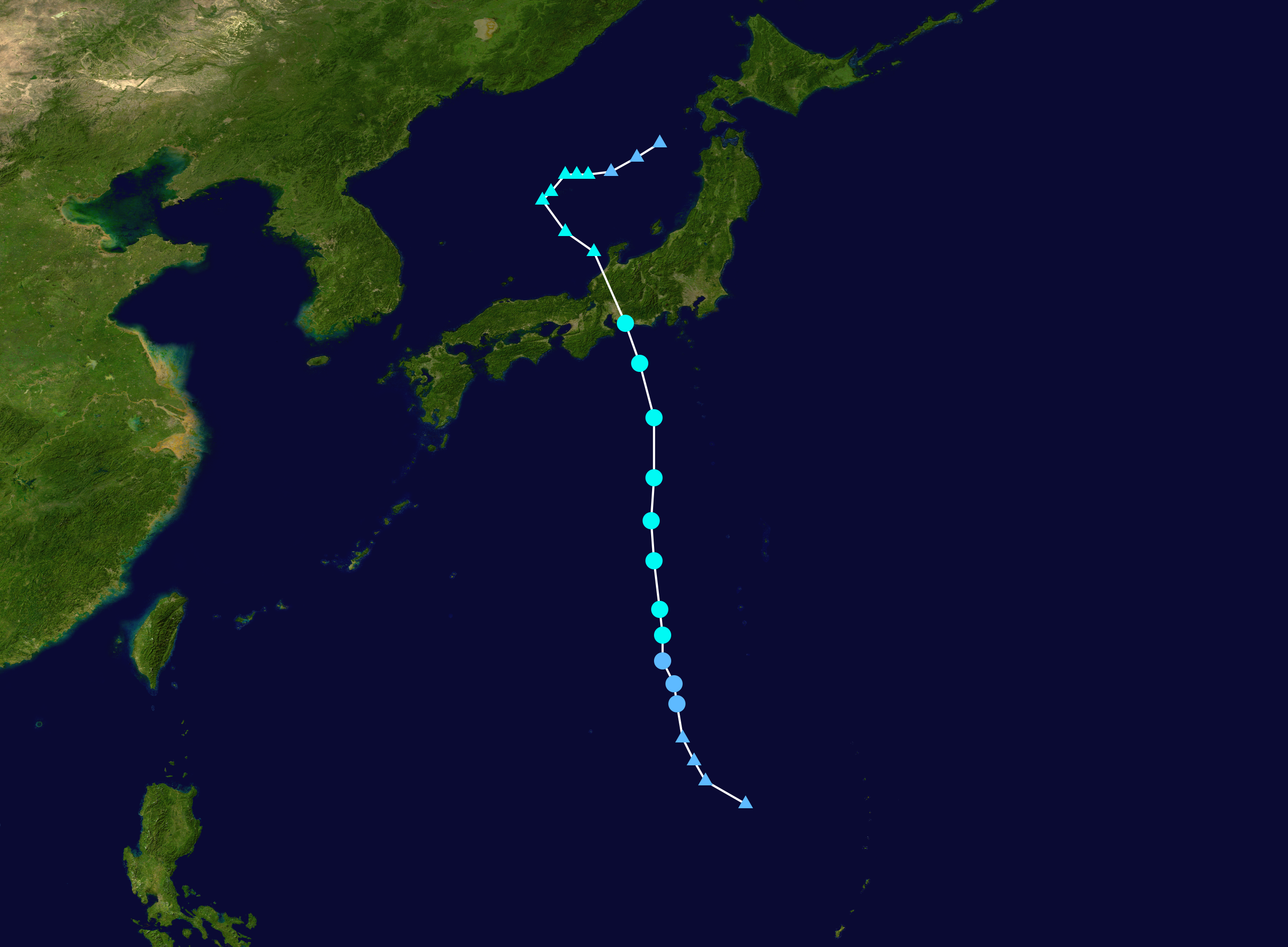
台風（および温帯低気圧）の進路

9月2日、グアム島の北東で形成が始まった熱帯擾乱が北東に進みながら熱帯低気圧に成長し、7日21時（協定世界時 7日12時）、日本の南の北緯25.1度、東経138.4度で台風となって、アジア名アータウ（Etau）と命名された。
台風は小笠原諸島から伊豆諸島の西の海上を北進して日本列島に接近。9日朝に東海地方に接近しながら次第に進路を北西方向に変えて、9時過ぎに愛知県渥美半島を通過し、9時30分頃に愛知県西尾市付近に上陸した。同日15時に日本海に達したのち、北緯37.2度、東経136.3度で温帯低気圧に変わった。

## 影響

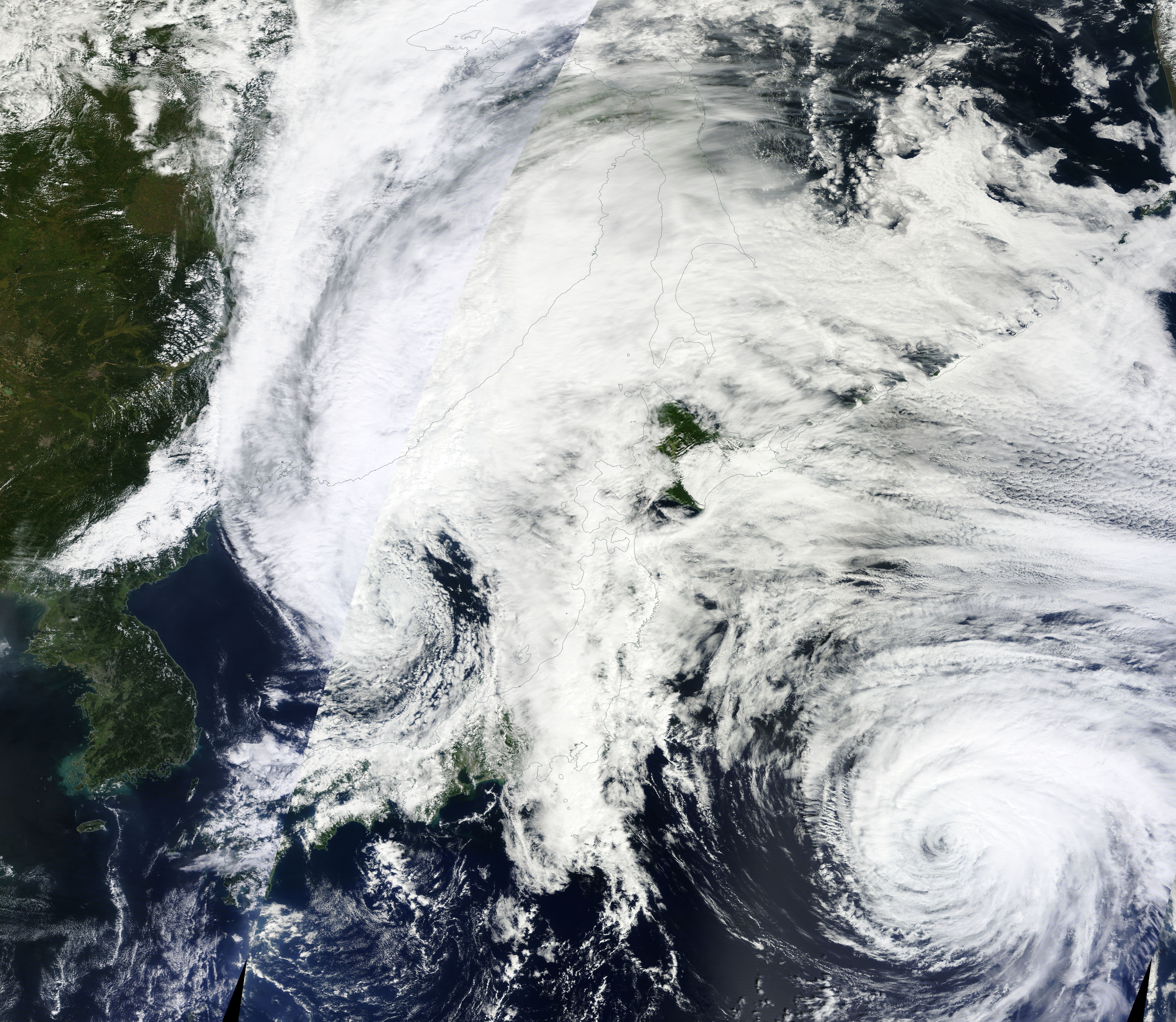
日本海の18号から変わった温帯低気圧と、太平洋上の17号（9月10日）

本州南岸に停滞していた秋雨前線に、台風から暖かく湿った空気が流れ込んで大気の状態が不安定となり、台風の接近前から各地で大雨となった。前線が刺激されたことで中国地方から東北地方にかけての広い範囲で大雨となり、7日0時から9日17時までのアメダス観測値によれば、9日早朝には三重県鳥羽市で75.5ミリ、志摩市阿児町で69ミリの1時間降水量を観測。一方、24時間雨量ではこの時点で栃木県奥日光において325.5ミリ、栃木県土呂部で267.0ミリなどを観測。期間降水量でも神奈川県箱根町（354.0ミリ）、静岡県天城山（327.0ミリ）、三重県鳥羽市（318.0ミリ）鳥取県大山（309.0ミリ）を観測した一方で、奥日光では355.0ミリを計っている。
9日18時の集計で負傷者は12名、住家への被害は22棟。また、埼玉県から三重県にかけての1都7県で約15万人に避難勧告、約88,000人に避難指示が出されたが、これらはその後の関東・東北豪雨によって大幅に拡大した。

### 被害
静岡県では8日から9日にかけて浜松市、磐田市、袋井市などで道路の冠水や土砂崩れが発生した。9日16時までの集計では神奈川・山梨・静岡・三重の4県で17件の崖崩れが確認されている。